# 클락 타워 (비디오 게임)
《클락 타워》(Clock Tower)는 1995년에 Human사가 발매한 서바이벌 호러 게임이다. 《클락 타워》 시리즈의 첫 번째 작품이다. 적을 직접 공격할 수 없고 은신하거나 도주해서 생존해야하는 것이 주요특징이다.

## 게임 스토리
그래니트 고아원에서 양육된 소녀 제니퍼와 그 친구들이 양녀로써 거두어지리라는 희망이 이루어진 것은 그 해 9월의 일이었다.

"로라, 빨리! 저택에 도착하기 전에 날이 저물어 버리겠어."

"메어리 선생님..."

"왜?"

"제가 이제부터 살아야 하는 곳은 어떤 곳이에요?"

"후후, 저녁부터 벌써 5번째 물었잖아. 걱정할 것 없어. 대단히 근사한 저택이야. 이제 곧 볼 수 있다고 생각해."

그리고서는 그녀가 가리킨 저택은, 바로 클락타워였다.

## 게임 소개
현재의 3D게임들과는 전혀 다른 생소한 2D게임인 클락타워는 시각적인 면에는 전혀 현재의 3D게임들과 비교하면 한참 못미친다는 생각이 들 것이다.
하지만, 클락타워는 상당히 공포적인 분위기를 자아내고 있는데 기본 밑바탕이 되는 스토리와 공포 게임이라는 게임 고유의 장르가 기막히게 어우러져 유저의 몰입감이 극대화된다는 점이 크다고 하겠다.
스토리는 전형적인 슬래셔영화의 패턴을 그대로 베꼈다고 볼 수 있다.
10대들의 아이들이 저주받은 곳에 가서 차례차례 목숨을 잃는다거나, 누군가의 초대에 의하여 누가 죽어나간다거나 하는 스토리에 "서바이벌 어드벤처"라는 장르를 개척한 작품인데, 이 스토리가 슬래셔영화의 스토리와 찰떡궁합일 수밖에 없다는 것이다.
그리고 이 게임은 사운드도 굉장히 훌륭한데, 80년대 공포 영화 음악에 한 획을 그었던 '고블린밴드'의 영향을 받은 음악은 몽환적이고 불길한 분위기를 자아낸다.
이 게임의 살인마는 시저맨이라고 하는 큰 가위를 들고다니는 캐릭터이다.
그리고 클락타워의 대표적인 특징은, 바로 '적을 공격할 수 없는 주인공'인데, 이 말은 즉, "무조건 도망쳐서 살아남아라."와 같은 이야기이다.

## 등장인물
제니퍼 심프슨 (ジェニファー・シンプソン)
본편 주인공. 14세.가련한 용모의 미소녀. 고아원에서 자랐지만, 버로우즈가의 양자로 해 저택으로 향한다. 그러나, 저택 내에서 돌연 행방불명이 된 친구들을 찾아 방황하는 동안, 무서운 살인귀에게 표적이 되어 버린다. 구른 것만으로 체력이 감소해 버릴 만큼 육체적으로 매우 연약하다.
앤 (アン)
제니퍼의 친구. 15세. 4명 중에서는 연장이기 때문에, 약간 제멋대로인 성격. 내성적인 로라와는 의좋은 사이. 게임 중에서는 제일 사망의 패턴이 많다. 성이 없는 것은, 기아이니까(소설판 클락타워2에서). 게임 중에 있어서 특정 엔딩으로 살아 남을 수가 있다
로라 해링턴 (ローラ・ハリントン)
제니퍼의 친구. 14세. 차분한계의 소녀. 강한 앤과는 의좋은 사이. 앤 같이, 게임 중에 있어서 특정 엔딩으로 살아 남을 수가 있다(소설판 클락타워2에서는 사망 취급해 되고 있다). 최고의 엔딩이어도 앤과 로라의 생존은 양자택일이며, 어느 쪽인지 한 명 밖에 생존 할 수 없다(초반에 반드시 어느 쪽인지가 살해당하기 때문에).
롯테 (ロッテ)
제니퍼와 가장 마음이 맞는 친구. 14세. 멤버에서는 유일 숏 헤어에 G빵. 활발·쾌활한 성격. 제니퍼와는 별도로 단독으로 버로우즈가의 비밀을 찾으려고 하지만 시저맨에 의해 살해된다. 다른 두 명과 달리 어느 엔딩에서도 살아 남는 일은 할 수 없다. 앤 같이, 기아.
메어리 버로우즈 (メアリー・バロウズ)
그래니트 고아원의 교사. 35세. 히스테릭하고 학생에게서는 답답해해지고 있다. 제니퍼들을 시계 옥탑부에 인솔 해 왔다. 실은 이번 사건의 주모자로 보비와 댄의 모친이며 사이먼의 아내. 엔딩에 의해서 사망의 방법은 여러가지이지만, 소설판 클락 타워 2에서는“새에게 전신을 쪼아먹힌 시체”가 되고 있다.
보비 버로우즈 (ボビィ・バロウズ)
본작에 있어서 시저맨으로 사이먼과 메어리의 아들. 9세. 쌍둥이 남동생. 거대한 가위가 특징인 살인귀. 물리적인 공격에서는 결코 죽는 것이 없다. 동물, 인간과 그 손에 건 사람의 수는 헤아릴 수 없다
댄 버로우즈 (ダン・バロウズ)
사이먼과 메어리의 아들로 보비의 형. 9세. 그 연령이라고는 생각되지 않는 정도의 거체이다. 초능력을 가져, 저택내의 괴기 현상은 그의 조업이라고 생각된다.
사이먼 버로우즈 (サイモン・バロウズ)
37세. 저택의 당주이지만 안뜰의 감옥에 넣어지고 있다. 더욱 심한 학대를 받은 탓인지 발광하고 있다.(제니퍼를 음식이라고 인식해 덤벼 드는만큼). 소설판 클락타워2에서는, 사망한 일이 판명.
월터 심프슨 (ウォルター・シンプソン)
제니퍼의 친아버지. 산부인과의. 메어리의 출산에 입회하기 위해서 버로우즈가에 오지만, 출산 시에 그들에게 팔을 뜯어먹힌 후에 밀실에 유폐 되어 제니퍼와의 재회가 실현되지 못한 채 죽어 버린다.

## 엔딩
클락타워에는 총 9가지의 엔딩이 있다.

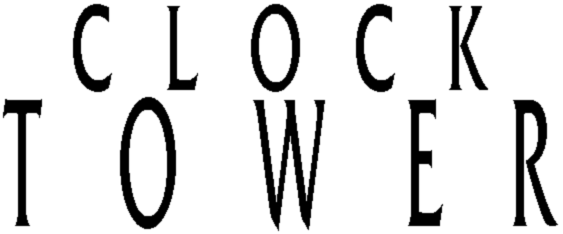

Ending A, B (Happy Ending)

앤(A), 아니면 로라(B)를 살려내고 끝까지 살아남게 되는 엔딩. 

Ending C, D (Nomal Ending) 

앤(C), 아니면 로라(D)를 살려내지만, 끝에서 떨어져 죽게되는 앤딩. 마지막으로 제니퍼만 살아남는다.

Ending E (Nomal Ending) 

앤, 아니면 로라를 끝까지 살려내지 못하는 엔딩. 마지막으로 제니퍼만 살아남는다.

Enging F (Bad Ending) 

제니퍼가 차를 타고 도망치지만, 도망친 후 3일 뒤에 죽어버리는 엔딩.

Ending G (Dead Ending) 

제니퍼가 차를 타고 도망치나, 차 뒤에 타고 있던 시저맨에게 잡혀 죽는 엔딩.

Ending H (Dead Ending) 

마지막을 위해 제니퍼가 엘리베이터를 타려다가 시저맨에게 죽는 엔딩. 

Ending I (Dead Ending) 

마지막을 위해 제니퍼가 엘리베이터를 작동시킨 뒤 시저맨에게 죽는 엔딩. 

Dead End 

모든 데드엔딩.

제니퍼가 죽은 후, 게임오버 대신 데드엔딩이라고 뜬다.

## Clock Tower 2, 3
클락타워 2와 3는 전작과는 다른 이야기로 진행되고 있으며, 도망치는 요소가 더욱 강력해졌다. 하지만, 도망치는 요소만 강해진 것이 아니라 공격하는 요소도 추가되었다.